# ウラド中旗
ウラド中旗（ウラドちゅうき、モンゴル語：ᠤᠷᠠᠳ ᠤᠨ
ᠳᠤᠮᠳᠠᠳᠤ
ᠬᠣᠰᠢᠭᠤ　転写：Urad-un dumdadu qosiɣu）は、中華人民共和国内モンゴル自治区バヤンノール市に位置する旗。
内モンゴル自治区西部に位置し、北はモンゴル国と184kmの国境で接する。砂漠が多く、近年は科学技術農業が発展。人口約14万人のうち、漢族約11.3万人、モンゴル族約2.6万人。

## 行政区画
6バルガス（鎮）、4ソム（蘇木）を管轄
- バルガス（鎮）
  - ハリョート・バルガス（海流図鎮）
  - ウジュール・ゴル・バルガス（烏加河鎮）
  - デルン・オール・バルガス（徳嶺山鎮）
  - シャハ・ゴル・バルガス（石哈河鎮）
  - ガンチャモド・バルガス（甘其毛都鎮）
  - オンゴン・バルガス（温更鎮）
- ソム（蘇木）
  - ホルスタエ・ソム（呼勒斯太蘇木）
  - チョンジ・ソム（川井蘇木）
  - バインオラーン・ソム（巴音烏蘭蘇木）
  - シンフレー・ソム（新忽熱蘇木）